# Trinity McCray
Trinity McCray (Sanford (Florida), 30 november 1987) is een Amerikaans danseres, model, rapper en professioneel worstelaarster die actief is in de WWE als Naomi. Ze was lid van The Funkadactyls en ook als danseres is van Tons of Funk.
Sinds juli 2013 is McCray ook te zien in de Amerikaanse realityserie Total Divas en is getrouwd met Jonathan Fatu (in WWE bekend als Jimmy Uso). Op 18 augustus 2025 maakte McCray bekend tijdens een aflevering  van Monday Night Raw  dat ze in verwachting is van haar eerste kind met Jimmy Uso.

## In het worstelen
- Finishers
  - Springboard Crossbody
  - Nightmare
  - Nightfalls
  - Rear View
- Signature moves
  - Booty Call
  - Diving crossbody
  - Enzuigiri
  - Sitout jawbreaker
  - Roll-up
  - Snap suplex
  - Springboard sunset flip
  - One Legged Dropkick
- Managers
  - Kelly Kelly
  - Byron Saxton
  - Cameron
  - Brodus Clay
  - Tensai

- Opkomstnummers
  - "Get Up" van Hollywood Music (FCW; 20 juni 2009 - 14 december 2011)
  - "Get Up (Instrumental)" van Hollywood Music (FCW; 21 december 2011 - 11 januari 2012)
  - "Somebody Call My Momma" van Jim Johnston (9 januari 2012 - heden)

## Prestaties
- Florida Championship Wrestling
  - FCW Divas Championship (1 keer)